# نهر بركة
نهر بركة أو خور بركة هو نهر موسمي الجريان ينحدر من المرتفعات الإرترية والذي يفيض في يوليو أو أغسطس من كل عام يتميز بسرعة تدفقه وحمله لكميات ضخمة من الطمي يشق الأراضي السودانية ليصب في البحر الأحمر عند منطقة ترينكتات بعد تكوينه لدلتا واسعة تعرف بدلتا طوكر. نبلغ مساحة الأراضي القابلة للزراعة منها 350 ألف فدان.